# Dennis Poore
Roger Dennistoun "Dennis" Poore (Paddington, Londen, 19 augustus 1916 – Kensington, 12 februari 1987) was een Brits, piloot, ondernemer, financier en later ook Formule 1-coureur.
Dennis Poore nam als RAF piloot deel aan de Slag om Engeland. Hij financierde zijn eigen blad Autosport. In 1950 won hij het Britse heuvelklimkampioenschap met een Alfa Romeo. Hij nam in 1952 deel aan twee Grands Prix voor het team Connaught Engineering en scoorde hierin 3 punten.

## Manganese Bronze Holdings en Villiers
Als eigenaar of mede eigenaar van het bedrijf Manganese Bronze Bearings Ltd, dat later Manganese Bronze Holdings Ltd. ging heten, kocht Poore in 1964 het inbouwmotormerk Villiers. Vanaf dat moment zou Poore bekendheid krijgen door diverse pogingen om de Britse motorfietsindustrie te redden.

## Norton-Villiers
Zo kocht hij in 1966 het grote motorfietsconcern Associated Motor Cycles in Londen, waarin de merken AJS, Francis-Barnett, Indian, James, Matchless, Norton en Sunbeam verenigd waren. Poore koos de naam van het belangrijkste merk (Norton) en vormde op die manier het nieuwe bedrijf Norton-Villiers. In de jaren zestig en -zeventig ontwikkelde het merk Norton onder leiding van Norton-Villiers uit de Norton Dominator motor de Norton Atlas en daarna de Norton Commando.

## Norton-Villiers-Triumph
Begin jaren zeventig kwam ook de BSA groep (Ariel, BSA, Triumph) in zwaar weer. Met steun van de Britse regering nam Dennis Poore in 1973 ook dit failliete concern over. Opnieuw voegde Poore de naam van het belangrijkste merk toe en werd het Norton-Villiers-Triumph. Behalve de motorfietsmerken hield Poore aan deze overname ook de carrosseriefabriek Carbodies en de vanaf 1964 door BSA-Triumph ontwikkelde wankelmotoren over. Na een wisseling van de regering ging de steun echter verloren en Poore besloot de Triumph fabriek in Meriden (West Midlands) te sluiten, waarna het bedrijf werd overgenomen door een coöperatie van werknemers. Uiteindelijk startte het bedrijf in de jaren negentig door onder leiding van John Bloor. De naam BSA werd in 1976 verkocht. Carbodies was de producent van de bekende Londense "Black Cab" taxi en kwam in bezit van Manganese Bronze Holdings.

## Norton Motors (1978) Ltd.,Shenstone
Na het faillissement van Norton-Villiers-Triumph in 1977 bleef de naam "Norton" eigendom van Dennis Poore. De wankelmotoren waren een erfenis van de BSA groep, die al in 1964 was begonnen met de ontwikkeling ervan. Het ontwikkelingsteam wist Dennis Poore echter te overtuigen dat de wankelmotor wel degelijk levensvatbaar was, en hij besloot in 1978 een doorstart met het merk Norton te maken. Er werden zowel lucht- als vloeistofgekoelde motoren gemaakt, waarbij de vloeistofgekoelde eenschijfsmotoren o.a. voor doelvliegtuigjes voor luchtdoelgeschut werden gebruikt, maar ook als inbouwmotor voor hovercrafts. De luchtgekoelde tweeschijfsmotoren zouden in motorfietsen worden gebouwd. Men ontwikkelde in de jaren tachtig de Norton Interpol 2, een politiemotor die voorzien was van deze wankelmotor, en in 1987 verscheen de Norton Classic, een toermotorfiets met dezelfde motor. In 1987 overleed Dennis Poore op 70-jarige leeftijd en nam Philippe Roux het bedrijf over. Toen begon een jarenlange handel in de naam Norton, waarbij verschillende pogingen werden gedaan om het merk nieuw leven in te blazen, zowel met de wankelmotoren, met geheel nieuwe prototypen als met nieuwe Norton Commando modellen. In 2010 verschenen geheel nieuwe modellen van de Norton Commando. Zoals gezegd was de naam Norton toen al vele malen van eigenaar verwisseld en via Duitsland, Canada en de Verenigde Staten weer in Britse handen gekomen.
Intussen was juist het bedrijf Carbodies als taxiproducent succesvol en dit bestaat onder de naam London Taxis International Limited nog steeds, in eigendom van Manganese Bronze Holdings.
Dennis Poore en John Bloor zijn er uiteindelijk - los van elkaar - in geslaagd de Britse motorfiets in leven te houden waardoor de merken Norton en Triumph nog bestaan.